# Some Enchanted Evening (álbum de Blue Öyster Cult)
Some Enchanted Evening es el segundo álbum en directo de Blue Öyster Cult. lanzado en 1978 por Columbia Records.
El LP original estaba compuesto de siete canciones grabadas durante varios conciertos en EE. UU. e Inglaterra. La reedición en CD de 2007, editada por Legacy Recordings, incluye siete "bonus tracks", más un DVD titulado "Some Other Enchanted Evening", tomado de un videotape filmado en 1978, durante un show en Largo (Maryland).

## Lista de canciones
Lado A
1. "R.U. Ready 2 Rock"
2. "E.T.I. (Extra Terrestrial Intelligence)"
3. "Astronomy"

Lado B
1. "Kick Out the Jams" (cover de MC5)
2. "Godzilla"
3. "(Don't Fear) The Reaper"
4. "We Gotta Get Out of This Place" (cover de The Animals)

## Bonus tracks CD 2007
1. "ME 262"
2. "Harvester of Eyes"
3. "Hot Rails To Hell"
4. "This Ain't The Summer Of Love"
5. "5 Guitars"
6. "Born To Be Wild" (cover de Steppenwolf)
7. "We Gotta Get Out Of This Place"

## Personal
- Eric Bloom: voz líder, guitarra rítmica
- Buck Dharma (Donald Roeser): guitarra líder, voz
- Allen Lanier: teclados, guitarra, mezclas
- Joe Bouchard: bajo, voz
- Albert Bouchard: batería, guitarra, voz